# (6573) Magnitskij
(6573) Magnitskij (1974 SK1) – planetoida z pasa głównego asteroid okrążająca Słońce w ciągu 4,16 lat w średniej odległości 2,59 j.a. Odkryta 19 września 1974 roku.